# Apple A14
Apple A14 Bionicは、 Appleが設計した64ビットARMベースのチップ（SoC）である。

## 概要
A14は、業界初の5nmプロセスで製造され、前世代のA13 Bionicチップ同様にNeural Engine（ニューラルネットワークエンジン、16コア）が搭載されている。CPUは、Apple設計の64ビットARMv8.5-Aベースの2つの高性能コア（Firestorm）と、4つの高効率コア（Icestorm）を搭載している。 
また、A14はApple製の4コアのGPUと第2世代MLアクセラレータ、Secure Enclaveを搭載している。搭載するトランジスタの数は合計で118億個にのぼる。

## 搭載製品
- iPad Air (第4世代)[8]
- iPhone 12
- iPhone 12 mini
- iPhone 12 Pro
- iPhone 12 Pro Max
- iPad (第10世代)

## 変種
以下の表は「Firestorm」と「Icestorm」マイクロアーキテクチャに基づいた各種SoCを示している。
| チップ名 | CPUコア数（高性能+高効率） | GPUコア数 | メモリ (GB) | トランジスタ数 |
| -------- | -------------------------- | --------- | ----------- | -------------- |
| A14      | 6 (2+4)                    | 4         | 4 - 6       | 118億          |
| M1       | 8 (4+4)                    | 7         | 8 - 16      | 160億          |
| M1       | 8 (4+4)                    | 8         | 8 - 16      | 160億          |
| M1 Pro   | 8 (6+2)                    | 14        | 16 - 32     | 337億          |
| M1 Pro   | 10 (8+2)                   | 14        | 16 - 32     | 337億          |
| M1 Pro   | 16                         |           | 16 - 32     | 337億          |
| M1 Max   | 10 (8+2)                   | 24        | 32 - 64     | 570億          |
| M1 Max   | 10 (8+2)                   | 32        | 32 - 64     | 570億          |
| M1 Ultra | 20 (16+4)                  | 48        | 64 - 128    | 1140億         |
| M1 Ultra | 20 (16+4)                  | 64        | 64 - 128    | 1140億         |

1. 1 2  M1 Ultraは2個のM1 MaxダイがUltraFusionによって接続されたものであり、カタログスペックはM1 Maxの二倍になる。